# Список голів обласних рад та облдержадміністрацій України
Цей список голів обласних рад та обласних державних адміністрацій (ОДА) України. У списку подані чинні голови рад і ОДА або особи, які виконують їхні обов'язки.
| Область                   | Голова обласної ради                   | Список голів облрад | Голова облдержадміністрації         | Список голів ОДА |
| ------------------------- | -------------------------------------- | ------------------- | ----------------------------------- | ---------------- |
| Вінницька область         | Соколовий Вячеслав Петрович            | Список              | Заболотна Наталя Михайлівна (в. о.) | Список           |
| Волинська область         | Недопад Григорій Вікторович            | Список              | Рудницький Іван Львович             | Список           |
| Дніпропетровська область  | Лукашук Микола Васильович              | Список              | Лисак Сергій Петрович               | Список           |
| Донецька область          | вакансія                               | Список              | Філашкін Вадим Сергійович           | Список           |
| Житомирська область       | Федоренко Володимир Ілліч              | Список              | Бунечко Віталій Іванович            | Список           |
| Закарпатська область      | Сарай Роман Дмитрович                  | Список              | Білецький Мирослав Золтанович       | Список           |
| Запорізька область        | Жук Олена Юріївна                      | Список              | Федоров Іван Сергійович             | Список           |
| Івано-Франківська область | Сич Олександр Максимович               | Список              | Онищук Світлана Василівна           | Список           |
| Київська область          | Добрянський Ярослав Вікторович (в. о.) | Список              | Калашник Микола Володимирович       | Список           |
| Кіровоградська область    | Дрозд Юрій Васильович                  | Список              | Райкович Андрій Павлович            | Список           |
| Луганська область         | вакансія                               | Список              | Харченко Олексій Андрійович         | Список           |
| Львівська область         | Холод Юрій Ігорович (в. о.)            | Список              | Козицький Максим Зіновійович        | Список           |
| Миколаївська область      | Табунщик Антон Вікторович              | Список              | Кім Віталій Олександрович           | Список           |
| Одеська область           | Діденко Григорій Віталійович           | Список              | Кіпер Олег Олександрович            | Список           |
| Полтавська область        | Біленький Олександр Юрійович           | Список              | Корольчук Богдан Леонідович (в. о.) | Список           |
| Рівненська область        | Карауш Андрій Петрович                 | Список              | Коваль Олександр Сергійович         | Список           |
| Сумська область           | Романько Олексій Вікторович            | Список              | Григоров Олег Олексійович           | Список           |
| Тернопільська область     | Бутковський Богдан Леонідович          | Список              | Негода В'ячеслав Андронович         | Список           |
| Харківська область        | Єгорова-Луценко Тетяна Петрівна        | Список              | Синєгубов Олег Васильович           | Список           |
| Херсонська область        | Самойленко Олександр Степанович        | Список              | Прокудін Олександр Сергійович       | Список           |
| Хмельницька область       | Лабазюк Віолета Олександрівна          | Список              | Тюрін Сергій Григорович             | Список           |
| Черкаська область         | Підгорний Анатолій Вікторович          | Список              | Табурець Ігор Іванович              | Список           |
| Чернівецька область       | Бойко Олексій Сергійович               | Список              | Запаранюк Руслан Васильович         | Список           |
| Чернігівська область      | Дмитренко Олена Борисівна              | Список              | Чаус В'ячеслав Анатолійович         | Список           |
| місто Київ                | Кличко Віталій Володимирович           | Список              | Ткаченко Тимур Фіруддінович         | Список           |
| місто Севастополь         | тимчасово окупована територія          | Список              | тимчасово окупована територія       | Список           |